# آبشار یوهی
آبشار یوهی (به انگلیسی: Yūhi Falls) آبشاری است که در مینامی‌آشیگارا، کاناگاوا، ژاپن واقع شده و ارتفاع کلی ریزشگاه آن ۲۳ متر است.